# Eugen Zabel

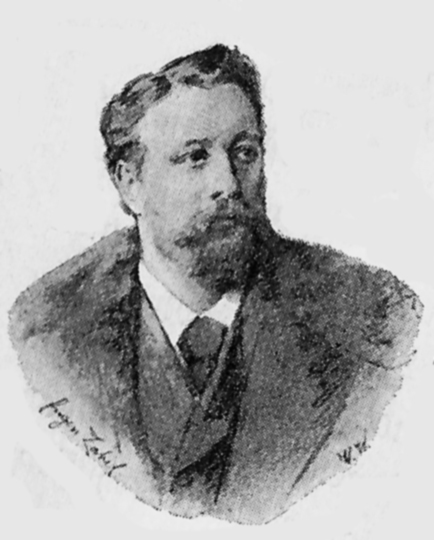
Eugen Zabel

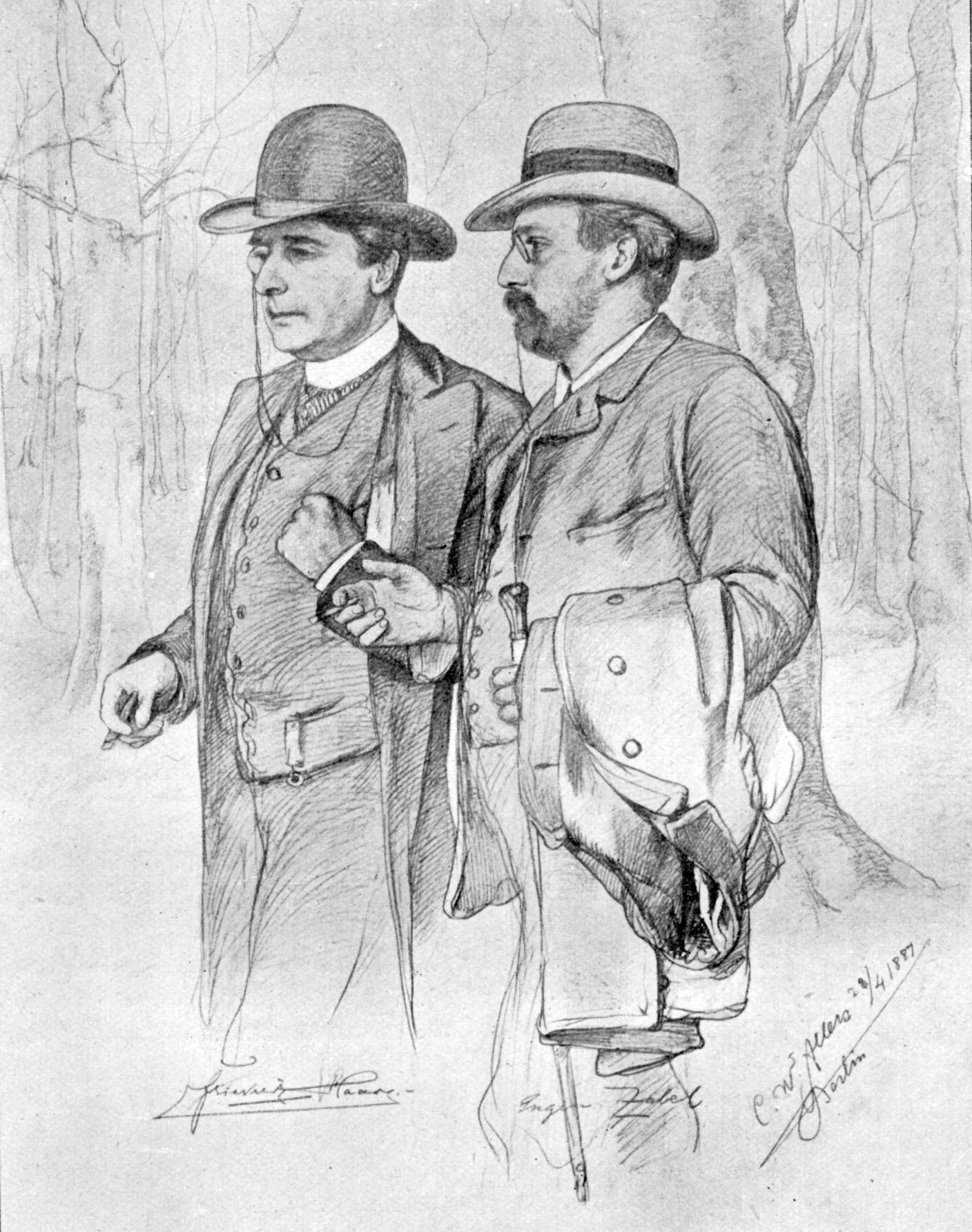
Friedrich Haase und Eugen Zabel (rechts), gez. von C.W. Allers, 1887

Eugen Zabel (* 23. Dezember 1851 in Königsberg (Preußen); † 26. Februar 1924 in Berlin) war ein deutscher Journalist, Schriftsteller, Dramatiker und Übersetzer.
Bekannt wurde Zabel als Reiseschriftsteller, etwa mit seinem Werk Transsibirien (1903). Neben Asien bereiste er auch Amerika und Australien. Er übersetzte das Schauspiel Die rote Eminenz von Stanley Weyman aus dem Englischen sowie Stücke von Iwan Turgenjew aus dem Russischen.
Auch als Musikkritiker hatte er einen Namen. Er schrieb eine Biografie über Anton Rubinstein und stand in Kontakt zu Tschaikowski.

## Werke

### Romane
- Getrennte Herzen. Novelle. Paetel, Berlin 1888
- Der Roman einer Kaiserin. Katharina II. von Rußland. Geschichtlicher Roman. Bong, Berlin 1912
- Der Meister. Ein Richard-Wagner-Roman. Borngräber, Berlin 1914
- Gegen den Osten. Roman. Stilke, Berlin 1917. (Digitalisat)

### Theaterstücke
- Iwan Turgenjew: Natalie.Schauspiel in vier Akten. Erste Aufführung unter der Regie des Direktors Otto Devrient am 20. September 1889. Nach dem Russischen für die deutsche Bühne bearb. von Eugen Zabel. Bloch, Berlin 1889
- Der Gymnasialdirektor. Schauspiel in 4 Aufzügen von Eugen Zabel und Alfred Bock. F. Fontane & Co., Berlin 1896. (Digitalisat)
- Aus tiefer Not. Ostpreußisches Schauspiel. In einem Aufzug. Boll, Berlin 1915

### Reisebücher
- Moskau. E. A. Seemann, Leipzig und Berlin 1902. (Digitalisat)
- Auf der sibirischen Bahn nach China. Allgemeiner Verein für Deutsche Litteratur, Berlin 1904. (Digitalisat)
- Bunte Briefe aus Amerika. Stilke, Berlin 1905. (Digitalisat)
- St. Petersburg. Seemann, Leipzig 1905. (Digitalisat)
- Stefan von Kotze: Australische Skizzen. Mit einem Vorwort von Eugen Zabel. Tägliche Rundschau, Berlin 1918
- Sakuska. Russische Erinnerungen und Erlebnisse. Reißner, Dresden 1921. (Digitalisat)